# Einhornia venturaensis
Einhornia venturaensis is een mosdiertjessoort uit de familie van de Electridae. De wetenschappelijke naam van de soort is voor het eerst geldig gepubliceerd in 1994 door Banta & Crosby.